# 17488 Мантл
17488 Мантл (17488 Mantl) — астероїд головного поясу, відкритий 2 жовтня 1991 року.
Тіссеранів параметр щодо Юпітера — 3,343.